# Pepperstone

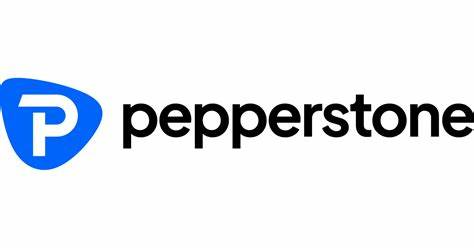
Logo de Pepperstone.

Pepperstone es un corredor de bolsa de Melbourne, que se especializa en conceder acceso a los mercados de instrumentos financieros, incluso el Forex, los índices, las acciones, los productos básicos, las criptomonedas y CDF a los índices de divisas.

## Historia
La empresa Pepperstone se fundó en 2010 por Owen Kerr y Joe Davenport.
En 2013 la Pepperstone ayudó a la Comisión Australiana de Valores e Inversiones y a la Policía de Australia a resolver el caso de un comercio más grande basado en información privilegiada en la historia de Australia. En otro comunicado de los medios se afirmaba que un colaborador superior fue despedido por haber divulgado la información al organismo regulador.
En marzo de 2016 la Pepperstone declaró de finalización de la venta de mayor parte de su negocio a la empresa Champ Private Equity.
La Champ Private Equity vendió su parte a la Pepperstone pasados 2.5 años después del negocio. El negocio fue comprado por el equipo de dirección superior encabezado por el director Tamas Szabo y la directora ejecutiva Champ Fiona Lock.

## Servicios y explotación
La Pepperstone soporta la red interbancaria con uso de Equinix. La Pepperstone usa diferentes instrumentos extraños y la infraestructura para comerciar divisa, incluso MetaTrader 4 y 5, y Zoho CRM. Igualmente como muchos corredores de bolsa MT4, la empresa ofrece el instrumento de control de la distribución porcentual (PAMM) MT4.
En agosto de 2012 la empresa declaró de lanzamiento de su plataforma de comercio EDGE FX en calidad de alternativa a la plataforma MT4.
La Pepperstone ofrece el tipo de cuenta estándar orientado a los montos pequeños, y la cuenta de usuario Razor para corredores de bolsa más avanzados con consultores algorítmicos.

## Regulación
La Pepperstone está disponible en 188 países, excluyendo los EE. UU., el Japón, la Corea, el Brasil, el Irán, el Irak, la Siria.
La empresa se regula por FCA UK, ASIC Australia, CySEC Cyprus, DFSA Dubai, CMA Kenya, SCB Bahamas y BaFin Germany.